# Animaniacs (videohra)
Animaniacs (japonsky アニマニアクス, Animaniakusu) je série plošinových videoher vyvinutá společností Konami na motivy stejnojmenného animovaného seriálu. Byly vytvořeny dvě hry s výrazně odlišnou hratelností a příběhem; jedna pro Super Nintendo Entertainment System a druhá pro Sega Mega Drive/Genesis a Game Boye. Verze pro SNES a Genesis byly vydány v roce 1994, zatímco verze pro Game Boye v roce 1995.
Verze pro Game Boye má jedinečný zvukový doprovod, pokud se hraje na příslušenství Super Game Boy, a je jednou z mála her, které toto příslušenství plně využívají.

## Hratelnost

### Verze pro Sega Genesis/Game Boy
Hra obsahuje čtyři hlavní úrovně, do kterých lze vstoupit v libovolném pořadí. Hráč musí dosáhnout konce každé úrovně a porazit bosse, aby získal kus filmových památek. Poté se otevře pátá úroveň, ve které získáte poslední filmový suvenýr. Po zdolání všech pěti úrovní se hráči dostanou do poslední úrovně, kde musí bojovat s Rudlou a Koumákem. Hráči ovládají Yakka, Wakka a Dot, přičemž si mezi nimi mohou přepínat ovládání a používat tak jejich příslušné schopnosti. Yakko používá pádlo k omráčení nepřátel a je také schopen tlačit a tahat předměty, jako jsou bedny. Wakko používá paličku, kterou lze udeřit do spínačů, rozbít některé předměty a zapálit pojistky. Dot umí foukat polibky, které při použití na určité postavy spustí určité akce potřebné k postupu.
Bratři Warnerovi a jejich sestra mají ukazatele zdraví a počtu životů. Životy lze zvýšit buď získáním 100 hvězdiček, nebo získáním malé zlaté podobizny jejich obličejů. Jejich zdraví ukazují obličeje v levém horním rohu obrazovky. Když se usmívají, mají dostatek zdraví, ale když se tváří buď unaveně, nešťastně, nebo slabě, pak by měli brzy najít uzdravení (které se nachází v podobě několika forem zmrzliny nebo sladkostí, případně jiných druhů jídla). Úrovně jsou časově omezené.
Tato verze byla portována na Game Boy společností Factor 5, ale z důvodu omezené kapacity jsou v této verzi přítomny pouze tři úrovně a některé části tří úrovní chybí. V této verzi chybí jak úroveň Science Fiction/Space Opera - Space Wars (Space Trucking), tak téměř celá závěrečná úroveň Action Movie - Once There Was A Man Named Oscar. Ve režimu „snadné“ končí verze pro Game Boye dříve, a to v prvních třech úrovních. V režimu „normální“ a „těžké“ pokračuje verze pro Game Boye poté, co hráč dokončí první tři úrovně, přejde do Once There Was A Man Named Oscar a bojuje s Rudlou a Koumákem.

### Verze pro SNES
Hráči se pohybují se třemi postavami po lineárním trojrozměrném herním poli. Hlavním cílem hry je nasbírat 24 stránek scénáře, přičemž více stránek je rozeseto po různých částech studia, ačkoli hru lze dokončit i bez získání všech. Scénáře jsou ukryté ve fázích, přičemž jsou umístěny v těžko přístupných oblastech. Několik je skryto a lze je odhalit provedením určitých akcí, jako je pohybování předměty nebo interakce s postavami. Konec hry, která má celkem tři zakončení, se střídá v závislosti na tom, kolik skriptů se podaří nasbírat. Hra se v jednotlivých fázích zaměřuje spíše na parodie na filmy, které opět vycházejí z různých filmových žánrů. Několik etap obsahuje části s bossy, které je třeba porazit požkozením určitými předměty. Poslední etapa, Střihovna, se odemkne po dokončení všech ostatních etap, v níž musí hráč porazit všechny bossy, s nimiž předtím bojoval, formou boss rush, po němž následuje závěrečný souboj s Rudlou a Koumákem.
Postavy nemají žádný ukazatel zdraví, životy (hra končí, když jsou všechny postavy postupně poraženy/chyceny) ani speciální schopnosti. Postavy lze téměř na všech místech libovolně vyměňovat. Postavy mohou být poraženy dotykem škodlivých nepřátel nebo předmětů, či zajaty strážcem Ralphem. Poražené/zajaté postavy lze získat zpět splněním fáze „Záchrana“, která se objeví, když je jedna nebo dvě postavy poraženy nebo zajaty. Postavy mohou zvedat a házet předměty a také provádět pohyb „dash“. Pokud jsou všechny tři pohromadě, mohou se také postavit na sebe a dosáhnout vyšších plošin. Pohyb na hromadu lze provést i se dvěma postavami, síla hromady je však oslabena. Automat v dolní části obrazovky se aktivuje po získání určitého počtu mincí a lze jej využít k řadě vylepšení, jako je dočasná neporazitelnost, přivádění dříve poražených nebo zajatých postav zpět a dávání nebo odebírání mincí navíc.
V celé hře se objevují malí roboti s bílými kvádry, červenými těly a žlutými přídavky, kteří pracují pro Rudlu a Koumáka.

## Děj
Ve verzi Genesis se sourozenci Warnerovi, Yakko, Wakko a Dáda (Dot), rozhodnou otevřít obchod s hip-popovou kulturou, aby se přiblížili svým oblíbeným filmovým hvězdám. Za tímto účelem cestují po různých filmových scénách na pozemku studia Warner Bros., aby získali filmové memorabilie, které chtějí prodat. Jakmile však všechny nasbírají, Ruda s Kápem/Rudla s Koumákem (Pinky and the Brain) se je pokusí ukrást, aby mohli pokračovat ve svých plánech na ovládnutí světa.
Ve verzi SNES má Koumák opět další plán na ovládnutí světa; rozhodne se ukrást scénář nového filmu společnosti Warner Bros. v době, kdy se na něm pracuje. Generální ředitel studia neochotně požádá sourozence Warnery o pomoc, aby získali všech 24 stran scénáře a zmařili Koumákův plán, což je hlavní cíl hry. Konec hry závisí na tom, kolik stránek scénáře se podaří nasbírat, přičemž nejlepší konec vede k tomu, že studio Warner Bros. může film dokončit, čímž potěší generálního ředitele. Ten však zjistí, že film byl o sourozencích Warnerových, což potěší je samotné.

## Přijetí
| Agregátor    | Skóre                                      |
| ------------ | ------------------------------------------ |
| GameRankings | 71,25 % (Genesis) 62,15 % (SNES) 62 % (GB) |

Časopis GamePro zhodnotil verzi pro Genesis jako úspěšně oslovující cílovou skupinu televizního pořadu pro předškolní mládež. Kritizovali omezenou hudbu a absenci hlasů, avšak chválili kreslenou a detailní grafiku a způsob, jakým design úrovní vyžaduje, aby hráč pravidelně využíval všechny tři postavy. Verzi pro Super NES kritici hodnotili negativně; poukazovali na příliš zjednodušenou a frustrující hratelnost, ačkoli chválili grafiku za velké a barevné sprity a odkazy na pozadí televizního seriálu. V recenzi verze pro Game Boye kritizovali pomalý pohyb postaviček a hratelnost metodou pokus-omyl, ale schválili grafiku a zvuk, a došli k závěru: „Humor a duch Animaniacs žije v této handheldové hře dál.“
Časopis Super Play se k verzi pro SNES vyjádřil negativně, udělil pouhých 28 %.
Digital Press udělil verzi pro Genesis 8 bodů z 10.
Časopis Next Generation recenzoval verzi hry pro Genesis; ohodnotil ji třemi hvězdičkami z pěti a uvedl, že „převratné inovace tu nejsou, ale je zde spousta zábavy“.
V roce 1995 časopis Total! zařadil Animaniacs na 94. místo v žebříčku 100 nejlepších her pro SNES a označil videohru za geniální a zábavnou.